# Muhlis Tayfur
Muhlis Tayfur (* 1922 in Erzurum; † 21. Juli 2008 in Izmir) war ein türkischer Ringer.

## Werdegang
Muhlis Tayfur begann als Jugendlicher mit dem Ringen. Er zog von Erzurum nach Izmir und trainierte dort hauptsächlich unter der Anleitung von Adil Candemir. Er konzentrierte sich auf den griechisch-römischen Stil. Er wog ca. 80 kg und startete im Mittelgewicht.
1947 startete er bei der Europameisterschaft in Prag im griechisch-römischen Stil im Mittelgewicht. Mit Siegen über Schmid, Schweiz, Eino Virtanen, Finnland, und Ercole Gallegatti, Italien, erreichte er den Endkampf, in dem er gegen Nikolai Below (Ringer) aus der Sowjetunion unterlag. Er wurde damit Vize-Europameister.
1948 vertrat er sein Land bei den Olympischen Spielen in London im selben Stil und in derselben Gewichtsklasse. In London siegte Muhlis Tayfur über Klaas de Groot, Niederlande, Alberto Bolzi, Argentinien, und Anton Vogel aus Österreich. In der 4. Runde unterlag er gegen Juho Kinnunen aus Finnland. In der 5. Runde hatte er ein Freilos, während Juho Kinnunen in dieser Runde gegen Axel Grönberg aus Schweden verlor und wegen des Erreichens von 5 Fehlpunkten ausschied. Da Muhlis Tayfur nach der 5. Runde noch keine 5 Fehlpunkte hatte, konnte er in der 6. Runde gegen Axel Grönberg um die Goldmedaille kämpfen. Er verlor diesen Kampf aber nach Punkten und gewann somit eine olympische Silbermedaille.
Bei weiteren internationalen Meisterschaften (Olympische Spiele, Welt- und Europameisterschaften) war Muhlis Tayfur nicht am Start.
Nach seiner Ringerkarriere arbeitete er als Ringertrainer in Izmir, wo er 2008 hochbetagt verstarb.